# Airalo
Airalo este o platformă de eSIM. Aceasta le oferă călătorilor eSIM-uri în peste 200 de țări și regiuni din întreaga lume pentru a avea acces la internet instantaneu atunci când sunt în străinătate. La data de 31 martie 2024, aplicația Airalo avea peste 10 milioane de utilizatori, fiind disponibilă în App Store și Magazinul Google Play în 53 de limbi.

## Istoric
Airalo este un startup din SUA, fondat în 2019 de Abraham Burak și Bahadir Ozdemir.
În 2019, Airalo a obținut un capital inițial de 1,9 milioane USD de la Antler și fondul de capital inițial Surge al Sequoia Capital India. În 2021, a obținut o finanțare Seria A de 5 milioane USD. Și în 2023, o finanțare Seria B de 60 de milioane USD. e& Capital, organizația de capital de risc a e& (cunoscută mai bine ca operatorul Etisalat, din EAU), a condus runda cu participarea „generatoarelor” de startupuri Antler Elevate, Liberty Global, Rakuten Capital, Singtel Innov8, Surge (fondul de stadiu incipient condus de Peak XV, denumită anterior Sequoia Capital India și SEA), Orange, T Capital (organizația de capital de risc a Deutsche Telecom), KPN Ventures, Telefónica Ventures și I2BF Global Ventures.